# Torysa (rzeka)
Torysa – rzeka w środkowej Słowacji, w dorzeczu Dunaju. Długość wynosi 129 km, powierzchnia zlewni – 1349 km², średni roczny przepływ u ujścia – 8,2 m³/s, maksymalny zanotowany przepływ – 380 m³/s.
Torysa ma źródła na wysokości ok. 1100 m n.p.m. południowo-wschodnich stokach masywu Javoriny w Górach Lewockich, niedaleko wsi Torysky. Stamtąd płynie na wschód przez Wyżynę Szaryską. Przed Lipanami skręca na południowy wschód. Od tego miejsca płynie szeroką doliną, która oddziela pasmo Bachurenia od Gór Czerchowskich i Gór Slańskich. Tu przepływa przez miasta Sabinov i Veľký Šariš. Tuż poniżej tego drugiego wąskim, krótkim przełomem wpływa na teren Kotliny Koszyckiej i dociera do Preszowa, gdzie skręca na południe i przyjmuje swój największy dopływ – Sekčov. Poniżej ujścia Sekčova średni przepływ Torysy wynosi 7,4 m³/s. Od miasta Drienov płynie równolegle do Hornadu – kilka kilometrów na wschód. Omija Koszyce od wschodu i uchodzi do Hornadu w obrębie Kotliny Koszyckiej, koło wsi Nižná Hutka, kilka kilometrów przed granicą z Węgrami.
Główne dopływy:
- lewostronne: Lipianský potok, Kučmanovský potok, Ľutinka, Drienicky potok, Telek, Dzikov, Sekčov, Delňa, Balka
- prawostronne: Rovinný potok, Oľšavica, Slavkovský potok.

## Znaczenie komunikacyjne
Dolina Torysy od prawieków stanowi korytarz komunikacyjny między terenami północy i południa dzisiejszej Słowacji. Na szerokich terasach rzeki między Lipanami a Preszowem znajdują się liczne stanowiska archeologiczne prehistorycznego osadnictwa. Obecnie od Lipian do ujścia (i dalej) biegnie nią droga (do Preszowa droga krajowa, od Preszowa autostrada (D1) i droga międzynarodowa E50) oraz linia kolejowa Nowy Sącz – Preszów – Koszyce – Miskolc.

## Turystyka wodna
Torysa jest spławna dla kajaków, canoe i innych małych jednostek na długości 91 km. Z tego w górnym biegu, na długości 48,5 km, od Lipian po Kendice (poniżej Preszowa) tylko przy wyższych stanach wody. Spadek rzeki na tym odcinku wynosi 4,1‰.